# أسدية (مياندشت)
أسدیة (بالفارسية: اسدیه) هي مستوطنة تقع في إيران في Miyandasht Rural District. يقدر عدد سكانها بـ 16 نسمة بحسب إحصاء 2016.